# Abel Contreras
Abel Contreras Bustos (* Talcahuano, Chile, septiembre de 1960) es un asistente social y político chileno.
Se casó con Ana María Pinilla y es padre de 2 hijos.

## Infancia y adolescencia
Nació en San Vicente, Talcahuano. Estudió en la Escuela Básica D-508 y en el Liceo B-26 de Las Salinas. Ingresó a la Universidad de Concepción a estudiar Servicio social, de dónde egresó en 1987, titulado como Asistente Social.

## Carrera política
Militante DC desde 1983, en la  Universidad de Concepción compartió con los dirigentes de esa época, Sergio Micco, DC, y Alejandro Navarro, PS, y fue parte del Movimiento Contra la Tortura Sebastián Acevedo.
Postula por el Partido Demócrata Cristiano para las elecciones municipales de 1992, resultando electo concejal en la comuna de Talcahuano.
Ocuparía el cargo en forma consecutiva durante los siguientes períodos.
Fue designado alcalde suplente de la ciudad, ejerciendo el cargo desde el 30 de octubre de 2006, por la renuncia el día 23 de octubre del alcalde titular Leocán Portus Govinden, debido a motivos de salud. Debido al fallecimiento del alcalde titular Leocán Portus, Abel Contreras es elegido alcalde titular por el Concejo Municipal el 7 de diciembre, hasta las próximas elecciones municipales. Para reemplazar el cargo de concejal dejado por Contreras, asume su compañero de lista en las elecciones de 2004, Lientur Grandón Inda.

## Cargos
| Cargo                          | Período                             |
| ------------------------------ | ----------------------------------- |
| Concejal de Talcahuano         | 1992-1996                           |
| Concejal de Talcahuano         | 1996-2000                           |
| Concejal de Talcahuano         | 2000-2004                           |
| Concejal de Talcahuano         | 2004-2006                           |
| Alcalde Suplente de Talcahuano | octubre de 2006-diciembre de 2006   |
| Alcalde Titular de Talcahuano  | diciembre de 2006-diciembre de 2008 |

### Otras ocupaciones
Abel Contreras se ha desempeñado como asistente social trabajando en el Fondo de Solidaridad e Inversión Social (Fosis), la Vicaría de la Solidaridad, el Hospital Regional de Concepción y en el centro de salud familiar Los Cerros de Talcahuano, del cual se retiró para ejercer como alcalde.

## Historial electoral

### Elecciones municipales de 1992
- Elecciones municipales de Chile de 1992, para la alcaldía y concejo de Talcahuano[6]

(Se consideran sólo los candidatos con más del 2% de los votos)
| Candidato                      | Pacto                          | Partido | Votos  | %     | Resultado |
| ------------------------------ | ------------------------------ | ------- | ------ | ----- | --------- |
| Leocán Portus                  | Concertación por la Democracia | PDC     | 32 790 | 29,59 | Alcalde   |
| Ramón Carrasco Saavedra        | Concertación por la Democracia | PS      | 15 937 | 14,38 | Concejal  |
| Fernando Carrasco Herrera      | Participación y Progreso       | RN      | 7468   | 6,74  | Concejal  |
| Marcelo Rivera Arancibia       | Concertación por la Democracia | PPD     | 6597   | 5,95  | Concejal  |
| Oclides Anríquez Ulloa         | Concertación por la Democracia | PS      | 5328   | 4,81  |           |
| Roberto Ramón Arredondo Fierro | Concertación por la Democracia | PDC     | 4580   | 4,13  | Concejal  |
| Ernesto Riquelme Reyes         | Concertación por la Democracia | PPD     | 4094   | 3,69  |           |
| Abel Antonio Contreras Bustos  | Concertación por la Democracia | PDC     | 3247   | 2,93  | Concejal  |
| Hugo Valdés Carrasco           | Unión de Centro Centro         | UCC     | 3122   | 2,82  | Concejal  |
| Juan Ruiz                      | Unión de Centro Centro         | UCC     | 2766   | 2,50  |           |
| Claudio Ogalde Clavería        | Concertación por la Democracia | PR      | 2701   | 2,44  | Concejal  |
| Humberto Morgan Melgosa        | Participación y Progreso       | UDI     | 2523   | 2,28  |           |

### Elecciones municipales de 1996
- Elecciones municipales de Chile de 1996, para la alcaldía y concejo de Talcahuano[7]

(Se consideran sólo los candidatos con más del 2,50% de los votos)
| Candidato                     | Pacto                          | Partido | Votos  | %     | Resultado |
| ----------------------------- | ------------------------------ | ------- | ------ | ----- | --------- |
| Leocán Portus                 | Concertación por la Democracia | PDC     | 23 587 | 22,92 | Alcalde   |
| Marcelo Rivera Arancibia      | Concertación por la Democracia | PPD     | 15 252 | 14,82 | Concejal  |
| Ramón Carrasco Saavedra       | Concertación por la Democracia | PS      | 13 636 | 13,25 | Concejal  |
| Fernando Carrasco Herrera     | Unión por Chile                | RN      | 5561   | 5,40  | Concejal  |
| Gastón Saavedra Chandía       | Concertación por la Democracia | PS      | 5524   | 5,37  | Concejal  |
| Abel Antonio Contreras Bustos | Concertación por la Democracia | PDC     | 4602   | 4,47  | Concejal  |
| Erick Vergara Moreno          | Unión por Chile                | ILDUD   | 4557   | 4,43  | Concejal  |
| Sonia Becerra Morales         | Unión por Chile                | ILDUD   | 4243   | 4,12  |           |
| Gustavo Medel Niño            | Concertación por la Democracia | PPD     | 2941   | 2,86  |           |
| José Mello Vergara            | Unión por Chile                | ILDUD   | 2880   | 2,80  |           |
| Gudelia Segura Concha         | Concertación por la Democracia | PRSD    | 2648   | 2,57  | Concejal  |

### Elecciones municipales de 2000
- Elecciones municipales de Chile de 2000, para la alcaldía y concejo de Talcahuano[8]

(Se consideran sólo los candidatos con más del 1,50% de los votos)
| Candidato                     | Pacto                                      | Partido | Votos  | %     | Resultado |
| ----------------------------- | ------------------------------------------ | ------- | ------ | ----- | --------- |
| Leocán Portus                 | Concertación de Partidos por la Democracia | PDC     | 26 282 | 24,66 | Alcalde   |
| Marcelo Rivera Arancibia      | Concertación de Partidos por la Democracia | PPD     | 24 585 | 23,07 | Concejal  |
| Gastón Saavedra Chandía       | Concertación de Partidos por la Democracia | PS      | 14 534 | 13,64 | Concejal  |
| Erick Vergara Moreno          | Alianza por Chile                          | UDI     | 9524   | 8,94  | Concejal  |
| Ramón Carrasco Saavedra       | La Izquierda                               | ILB     | 6006   | 5,63  |           |
| Sonia Becerra Morales         | Alianza por Chile                          | UDI     | 4492   | 4,92  | Concejal  |
| Francisco Vera Lastra         | Alianza por Chile                          | UDI     | 4188   | 3,93  |           |
| Fernando Carrasco Herrera     | Alianza por Chile                          | RN      | 3542   | 3,32  |           |
| Abel Antonio Contreras Bustos | Concertación de Partidos por la Democracia | PDC     | 3375   | 3,17  | Concejal  |
| Gudelia Segura Concha         | Concertación de Partidos por la Democracia | PRSD    | 2278   | 2,14  | Concejal  |
| Mario Veloso Parra            | Alianza por Chile                          | RN      | 1642   | 1,54  |           |
| Hernan Pino Seguel            | Concertación de Partidos por la Democracia | PS      | 1604   | 1,50  | Concejal  |

### Elecciones municipales de 2004
- Elecciones municipales de Chile de 2004, para concejales de Talcahuano[9]

(Se consideran sólo los candidatos con más del 4% de los votos)
| Candidato                     | Pacto                                      | Partido | Votos  | %     | Resultado |
| ----------------------------- | ------------------------------------------ | ------- | ------ | ----- | --------- |
| Gastón Saavedra Chandía       | Concertación de Partidos por la Democracia | PS      | 10 423 | 17,90 | Concejal  |
| Sonia Becerra Morales         | Alianza                                    | UDI     | 5280   | 9,07  | Concejal  |
| Abel Antonio Contreras Bustos | Concertación de Partidos por la Democracia | PDC     | 4759   | 8,17  | Concejal  |
| Francisco Vera Lastra         | Alianza                                    | UDI     | 4695   | 8,06  | Concejal  |
| Víctor Gutiérrez Reyes        | Alianza                                    | UDI     | 3987   | 6,85  | Concejal  |
| Gustavo Medel Niño            | Concertación de Partidos por la Democracia | PPD     | 3727   | 6,40  | Concejal  |
| Max Cabeza Vargas             | Concertación de Partidos por la Democracia | PDC     | 3575   | 6,14  | Concejal  |
| Lientur Grandón Inda          | Concertación de Partidos por la Democracia | PDC     | 2937   | 5,04  |           |
| Hernán Pino Seguel            | Concertación de Partidos por la Democracia | PS      | 2869   | 4,93  | Concejal  |

### Elecciones municipales de 2008
- Elecciones municipales de Chile de 2008, para la alcaldía de Talcahuano[10]

| Candidato                          | Pacto                          | Partido | Votos  | %     | Resultado |
| ---------------------------------- | ------------------------------ | ------- | ------ | ----- | --------- |
| Gastón Saavedra Chandía            | Independiente (Fuera de pacto) | IND     | 27 929 | 44,06 | Alcalde   |
| Erick Vergara Moreno               | Alianza                        | UDI     | 16 791 | 26,49 |           |
| Abel Antonio Contreras Bustos      | Concertación Democrática       | PDC     | 16 736 | 26,40 |           |
| Ignacio Alberto Espinoza Fincheira | Juntos Podemos Más             | PH      | 1921   | 3,03  |           |

### Elecciones municipales de 2012
- Elecciones municipales de Chile de 2012, para concejales de Talcahuano[11]

(Se consideran sólo los candidatos con más del 2,5% de los votos)
| Candidato                     | Pacto                          | Partido | Votos | %     | Resultado |
| ----------------------------- | ------------------------------ | ------- | ----- | ----- | --------- |
| Leocán Portus Urbina          | Por un Chile justo             | PPD     | 5553  | 12,05 | Concejal  |
| Erick Vergara Moreno          | Coalición                      | UDI     | 3316  | 7,20  | Concejal  |
| Gustavo Medel Niño            | Por un Chile justo             | PPD     | 2615  | 5,68  | Concejal  |
| Mireya Gallardo Ramírez       | Concertación Democrática       | PS      | 2598  | 5,64  | Concejal  |
| Jaime Peñailillo Garrido      | Por un Chile justo             | ILE     | 2289  | 4,97  | Concejal  |
| Hugo Arancibia Zamorano       | Concertación Democrática       | ILF     | 2087  | 4,53  |           |
| Hernán Pino Seguel            | Más Humanos                    | ILG     | 2058  | 4,47  | Concejal  |
| Ricardo Huenul Toledo         | Concertación Democrática       | PS      | 1908  | 4,14  |           |
| Francisco Vera Lastra         | Coalición                      | UDI     | 1847  | 4,00  | Concejal  |
| Abel Antonio Contreras Bustos | Concertación Democrática       | PDC     | 1481  | 3,21  | Concejal  |
| Sonia Becerra Morales         | Coalición                      | UDI     | 1449  | 3,14  |           |
| Arturo Chiarella Albornoz     | Coalición                      | RN      | 1286  | 2,79  |           |
| Fernando Daza Mardones        | Regionalistas e Independientes | PRI     | 1285  | 2,78  |           |
| Lientur Grandon Inda          | Concertación Democrática       | PDC     | 1190  | 2,58  |           |

| Predecesor: Leocán Portus Govinden | Alcalde de Talcahuano 2006 - 2008 | Sucesor: Gastón Saavedra Chandía |